# Principauté de Hohenzollern-Hechingen
1576–1849
Entités précédentes :
- Comté de Zollern ( Saint-Empire romain germanique)

Entités suivantes :
- Province de Hohenzollern ( (Royaume de Prusse)

La principauté de Hohenzollern-Hechingen (en allemand : Fürstentum Hohenzollern-Hechingen) était une principauté allemande qui fut membre du Saint-Empire romain germanique, puis de la confédération du Rhin, et enfin de la Confédération germanique. Sa capitale était la ville de Hechingen.

## Histoire
La principauté fut fondée en 1576, lors du partage du comté de Zollern à la mort du comte Charles Ier entre ses fils : 
- Eitel-Frédéric  reçut le comté de Hechingen,
- Charles reçut le comté de Sigmaringen,
- Christophe reçut le comté de Hohenzollern-Haigerloch.

En 1623, le comté fut érigé en principauté.
En 1803, le prince reçoit, pour ses droits féodaux dans le comté de Geulle et les seigneuries de Mouffrin et de Baillonville, dans le pays de Liège, la seigneurie de Hirschlatt et le couvent de Stetten.
La principauté fut, jusqu'en 1849, le fief de la famille des Hohenzollern-Hechingen, date à laquelle le prince Constantin de Hohenzollern-Hechingen céda sa principauté à son cousin lointain le roi de Prusse Frédéric-Guillaume IV de Prusse, contre une rente viagère de 10 000 thalers. Celui-ci l'intégra aussitôt au royaume de Prusse et fusionna la principauté avec celle de Hohenzollern-Sigmaringen pour former la province de Hohenzollern.

## Territoire
La principauté recouvrait :
- L'actuelle commune de Hechingen (Bechtoldsweiler, Beuren, Boll, Hechingen, Sickingen, Starzeln, Stein, Stetten et Weilheim) ;
- L'actuelle commune de Bisingen (Bisingen, Steinhofen, Thanheim, Wessingen et Zimmern) ;
- L'actuelle commune de Grosselfingen ;
- L'actuelle commune de Jungingen ;
- Burladingen, Gauselfingen, Hausen, Hörschwag, Killer, Schlatt et Stetten, dans l'actuelle commune de Burladingen ;
- Wilflingen, dans l'actuelle commune de Wellendingen, près de Rottweil ;
- Owingen, dans l'actuelle commune de Haigerloch ;
- Hermannsdorf et Rangendingen.

## Comtes et princes de Hohenzollern-Hechingen
- 28 mars 1576 - 16 janvier 1605 : Eitel-Frédéric Ier
- 16 janvier 1605 - 28 septembre 1623 : Jean Georges
- 28 septembre 1623 - 11 juillet 1661 : Eitel-Frédéric II
- 11 juillet 1661 - 24 janvier 1671 : Philippe
- 24 janvier 1671 -  1er janvier 1730 : Frédéric-Guillaume
- 1er janvier 1730 - 4 juin 1750 : Frédéric-Louis

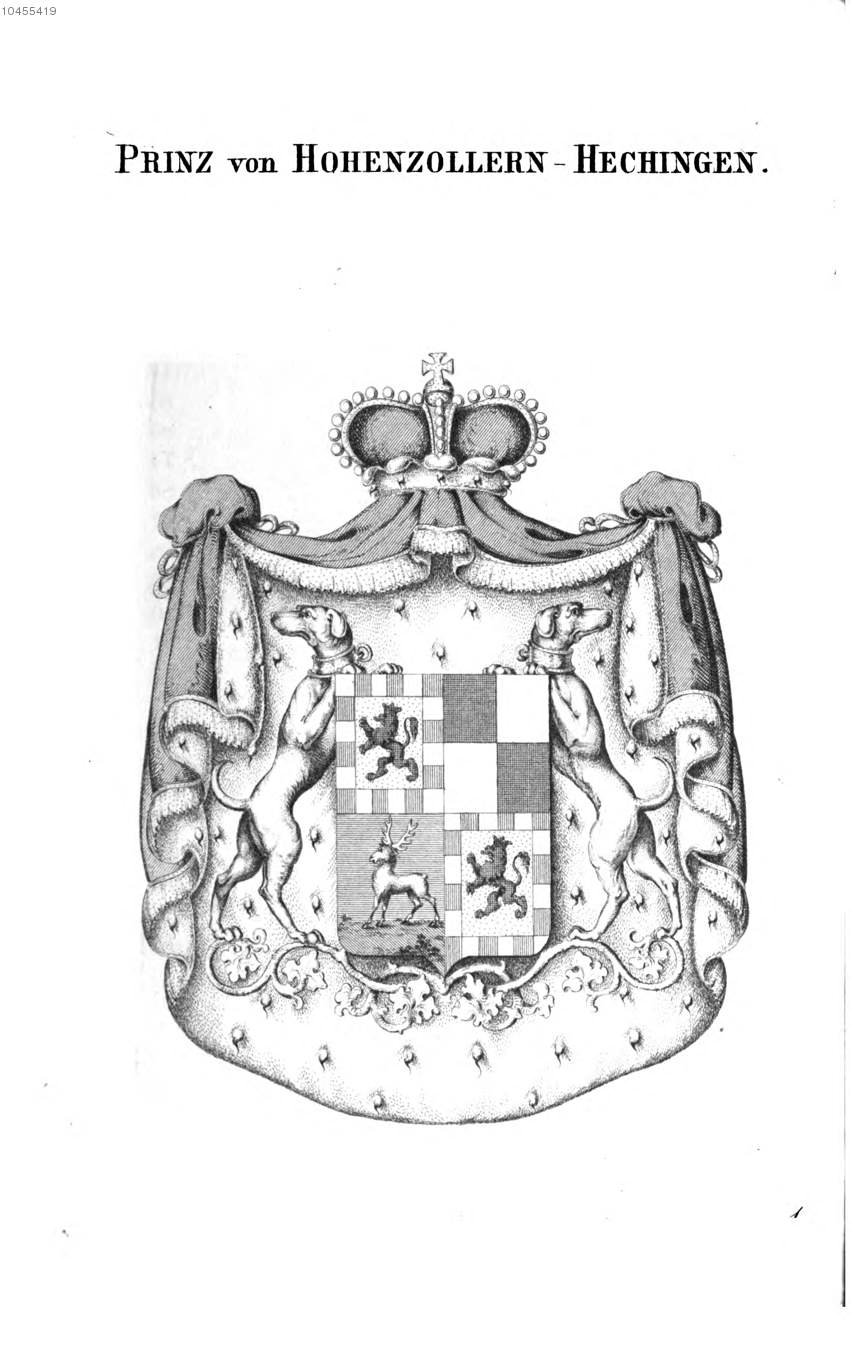
Armes d'un prince de Hohenzollern-Hechingen

- 4 juin 1750 - 9 avril 1798 : Joseph Frédéric Guillaume
- 9 avril 1798 - 2 novembre 1810 : Hermann
- 2 novembre 1810 - 13 septembre 1838 : Frédéric
- 13 septembre 1838 - 7 décembre 1849 : Constantin